# Magnus Knudsen
Pour les articles homonymes, voir Knudsen.
Magnus Knudsen, né le 15 juin 2001 à Oslo en Norvège, est un footballeur norvégien qui évolue au poste de milieu central au Holstein Kiel.

## Biographie

### En club
Né à Oslo en Norvège, Magnus Knudsen est formé par le Lillestrøm SK, où il commence sa carrière professionnelle. Il joue son premier match le 1er mai 2019, lors d'une rencontre coupe de Norvège contre le Gjelleråsen IF (en). Il entre en jeu à la place de Kristoffer Ødemarksbakken et son équipe s'impose par trois buts à un. Il fait sa première apparition en championnat le 25 août 2019 contre le FK Haugesund. Il entre en jeu à la place d'Arnór Smárason lors de cette rencontre remportée par son équipe sur le score de deux buts à zéro.
Le 15 mars 2021 il est prêté à Ullensaker/Kisa IL. Le 15 juillet 2021 il est rappelé de son prêt et retourne donc à Lillestrøm.
Le 23 décembre 2021 il rejoint le FK Rostov, en Russie. Le transfert est effectif au 1er janvier 2022.
Il fait ensuite son retour au Lillestrøm SK en mars 2022 sous forme de prêt,. Le 7 juillet 2022, le prêt de Knudsen au Lillestrøm SK est prolongé jusqu'au 30 juin 2023.
Le 29 juin 2023, Knudsen est de nouveau prêté par le FK Rostov, cette fois au club danois de l'AGF Aarhus pour la durée d'une saison,.
Lors de l'été 2024, Magnus Knudsen quitte définitivement le FK Rostov pour signer en faveur du club allemand d'Holstein Kiel. Le transfert est officialisé le 14 juin 2024.

### En sélection
Magnus Knudsen représente l'équipe de Norvège des moins de 20 ans de 2021 à 2022 pour un total de six matchs joués